# Батман: Анимационният сериал
„Батман: Анимационният сериал“ (на английски: Batman: The Animated Series) е американски анимационен сериал, носител на награди Еми, с участието на един от най-известните супергерои на ДиСи Комикс – Батман. Отличава се със своите тематична сложност, мрачен тон и визуално качество, и е считан от критиците и феновете за една от най-верните адаптации на персонажа. Динамичният визуален стил е по дизайна на Брус Тим, който е и един от продуцентите. Без обособено заглавие в началото на всеки епизод, първоначално сериалът е известен само като „Батман“ (поради което продълженията на епизодите в две части започват с фразата: „досега в Батман...“). Впоследствие обаче получава официалното заглавие „Батман: Анимационният сериал“, понеже с това име е съобщаван в промоционалните си реклами.
Оригиналните епизоди, продуцирани от Брус Тим и Ерик Радомски, са излъчени за първи път от 5 септември 1992 г. до 16 септември 1995 г. В първия си сезон поредицата е наречена „Батман: Анимационният сериал“. Излъчвана е в следобедите на делничните дни. След това шоуто е преместено в края на седмицата и е преименувано на „Приключенията на Батман и Робин“ (The Adventures of Batman and Robin). Придава се по-голямо значение на партньорството между двамата герои и се дава възможност на по-младата публика да опознае Робин, представен в тогавашния нов филм „Батман завинаги“ (Batman Forever). Заглавието „Приключенията на Батман и Робин“ първоначално е използвано за анимационните серии от 1969 – 1970 г., създадени от Filmation и излъчвани по CBS.
Сериалът е първият от модерната Анимационна вселена на ДиСи и е базиран на комиксите за Батман на същата компания.

## Разработка
Сериалът е вдъхновен частично от комикса „Батман: Черният рицар се завръща“ на Франк Милър, филмите на Тим Бъртън „Батман“ и „Батман се завръща“, и анимационните филмчета за „Супермен“ на Fleischer Studios от 40-те години на 20 век. Брус Тим и Ерик Радомски проектират сериала, пресъздавайки максимално точно „извънсветовното безвремие“ от филмите на Бъртън, като обединяват старовремски особености като черно-бели заглавни картини, полицейски дирижабли, характерен за 40-те дизайн на колите, мода също повлияна от 40-те и цветова гама, типична за ноар филмите. За начална мелодия първоначално е използвана вариация на музика от Дани Елфман от филмите „Батман“ и „Батман се завръща“; в по-късни епизоди е използвана мелодия в подобен стил на Шърли Уокър. Останалата музика в поредицата е повлияна от работата на Елман и Уокър по двата филма и музиката от ноар филмите от 40-те.
Сериалът е ориентиран много повече към възрастните, отколкото предишни типични супергеройски анимационни поредици. Това е първата анимация от години, в която се изобразяват стрелби с огнестрелни оръжия, вместо с лазерни. Батман раздава юмруци и ритници на лошите; освен това много от фоновете са рисувани върху черна хартия. Отличителната визуална комбинация между образите от ноар филмите и дизайните Ар деко („Декоративно изкуство“) с много тъмен цвят е наречена „Тъмно Деко“ (Dark Deco) от продуцентите. Тим и Радомски, тогава продуценти за пръв път, многократно попадат на съпротива от страна на студийните изпълнители, но успехът на първия филм на Бъртън позволява на недоразвития сериал да оцелее достатъчно дълго, за да се продуцира пилотен епизод, наречен „Кожени криле“. За него Тим твърди: „има много хора зад гърба ни“.
Сериалът, носител на награда Еми, бързо се сдобива с много похвали за ясно очертаната си изпъстрена анимация и за добре обмислените си сценарии, и веднага става хит. По-възрастните фенове хвалят изтънчения филмов тон и психологическите истории. Озвучаващият актьор Кевин Конрой, например, използва два отделни, съвсем различни гласа за ролите на Брус Уейн и Батман, също като Майкъл Кийтън в предишните два филма. В сериала има и поддържащ екип, който включва специализирани актьори, озвучаващи различни класически престъпници. Сред тях се откроява Марк Хамил (най-известен като Люк Скайуокър в трилогията „Междузвездни войни“), за когото участието в сериала в ролята на Жокера дава начало на нова успешна кариера в анимацията. Записването на гласовете става в студио, където актьорите са заедно и диалогът между тях е естествен, като в радио пиеса, за разлика от повечето анимационни филми, където актьорите записват гласовете си отделно и никога не се срещат. В различни интервюта се отбелязва, че такава уговорка (в която съставът е заедно) е в полза на шоуто като цяло, тъй като актьорите имат възможност да „реагират“ един към друг, а не просто „да четат думите“. Този метод по-късно бива използван за всички последвали поредици от Анимационната вселена на ДиСи.
Най-известното нововъведение на сериала е асистентката на Жокера, Харли Куин, която става толкова известна, че по-късно ДиСи я добавя към комиксовата си поредица „Батман“. Външният вид на Пингвина е базиран на този от филма „Батман се завръща“, чиято продукция по онова време протича едновременно с първия сезон. Сериалът е дал живот и на почти забравения Часовникар. Най-добрият пример за драматична промяна е Мистър Фрийз – „Батман: Анимационният сериал“ го превръща от типичния луд учен с мания към студа в трагична фигура, чиято „замръзнала външност крие обречена любов и отмъстителна ярост“.

## Персонажи
За сериала са създадени нови злодеи като Червения нокът и Кралят на каналите, но с твърде малко появи. Друг, създаден специално за анимацията персонаж, е Тайгръс от епизода „Тигре, тигре“, който вероятно е вдъхновен от романа „Островът на доктор Моро“ на Хърбърт Уелс (има сходство в сюжета) и стихотворението „Тигърът“ на Уилям Блейк (в края на епизода Батман цитира началните стихове). Особено успешно е представянето на Харли Куин, помощничката на Жокера, която успява да засенчи дори утвърдени фаворити като Жената-котка и Отровната Айви. Добре приемана е и появата на Кукличката. Образът на Мистър Фрийз е преработен и трагичната му история в сериала е нововъведение. Глиненото лице е обновен и наподобява версията си от 60-те години на 20 век. В два епизода Батман се изправя срещу Кьодай Кен (чието име на японски означава „Гигантски юмрук“) – нинджа, чиито способности могат да се сравняват с неговите. Фантома и основната история за филма „Батман: Маската на Фантома“ (Batman: Mask Of The Phantasm) са изменената история „Батман: Година втора“, започнала в Detective Comics, бр. 575 – 578 от края на 80-те години на миналия век. Злодеят в тази поредица се нарича Косачът. Също така някои персонажи като Граф Вертиго и Часовникаря са променени както външно, така и по характер.

### Батман/Брус Уейн
Версията на анимационния Батман е базирана и подобна на персонажа от комиксите (включително еднакъв произход и обкръжение). Както в комиксите, така и в сериала, алтер егото на супергероя е милионерът Брус Уейн, който се превъплъщава в Батман заради бруталното убийство на родителите му, когато е бил още дете. Почти във всички други версии (комикси, филми, телевизионни предавания) Брус Уейн е представен като недодялан, самодоволен и не твърде умен, богат плейбой. В „Батман: Анимационният сериал“ има значителни различия в пресъздаването на този герой: той е интелигентен, пробивен и добър мениджър на своята компания „Уейн Ентърпрайзис“ (Wayne Enterprises). Въпреки наличието на тези положителни черти, Брус Уейн умишлено демонстрира егоцентризъм и непохватност, за да запази в тайна своята самоличност на супергерой.
В този сериал (както и в други от „Анимационната вселена на ДиСи“) Батман/Брус Уейн се озвучава от Кевин Конрой.

### Робин/Дик Грейсън
Дик Грейсън, оригиналният Робин, е променен малко или много. По-голямата част от миналото му си остава същата, но костюмът му е модернизиран с къси ръкави и дълги чорапогащи точно като костюма на Тим Дрейк от комиксите. В допълнение характерът на Дик е по-сериозен, за да съвпада с тона на сериала. В епизода „Завръщането на Батгърл“ е установено, че той и Барбара Гордън посещават един и същи колеж, и има взаимно привличане помежду им, но нито Дик знае, че тя е Батгърл, нито тя знае, че той е Робин.

## Екипировката на Батман, представена в сериала
Приспособления на Батман като полезния колан, пистолета с куката и Батмобила са проектирани наново за анимационния сериал. Те и преди са били променяни многократно както в комиксите, така и в различните филмови и телевизионни въплъщения на Батман. Изстрелващата се кука е представена в едноименния филм на Тим Бъртън – „Батман“, и става важна част от анимационната версия на героя. Батмобилът и Батсамолетът са подобни на тези, използвани във филма от 1989 г. Дизайнът на всички превозни средства е дело на Шейн Пойндекстър.

## Продукция
В коментар към DVD-тата от Том 1, Брус Тим разказва как през 1990 г., след продукцията на „Приключенията на дребосъците“ (Tiny Toon Adventures), шефката му Джийн Маккърди събира екипа и казва, че е време за нов сериал. Това се оказва „Батман“. След това събиране Тим веднага започва да рисува, а при следващите срещи Маккърди бързо одобрява дизайна на Батман. След около два месеца тя се обажда на Тим и колегата му Ерик Радомски, който по това време е художник на фоновете в „Приключенията на дребосъците“. Маккърди поисква от двамата да направят кратко пилотно филмче, за да има представа студиото за какво по-точно става въпрос. Брус Тим казва: "още докато съединявахме филмчето, студиото реши, че ще започнат работа по „Батман“". Тим и Радомски остават изключително изненадани от новината, но са и доста притеснени, понеже никой дотогава не е правил такова нещо. С усърдна работа, екипът прави сериала уникален в своя жанр.
Дизайнът на персонажите, сторибордовете, фоновете, режисурата и сценариите са направени от американските студиа на Warner Bros. Animation, за разлика от самата анимация, която се извършва главно от японски и корейски студиа. Те са:
| Студио                    | Брой епизоди |
| ------------------------- | ------------ |
| Akom Production Co.       | 13           |
| Blue Pencil, S.I.         | 2            |
| Dong Yang Animation       | 40           |
| Jade Animation            | 1            |
| Spectrum Animation Studio | 7            |
| Studio Junio              | 7            |
| Sunrise                   | 9            |
| Tokyo Movie Shinsha Co.   | 6            |

## Епизоди
Главна статия: Списък с епизоди на Батман: Анимационният сериал
През 1993 г. „Сметки за уреждане“ (Robin's Reckoning) печели Еми за „Най-добра половинчасова или по-кратка програма“, отстранявайки „Семейство Симпсън“. Считан е за една от най-добре замислените и стилни истории за произхода на Робин. „Сърце от лед“ (Heart of Ice) печели Еми за „Най-добър сценарии в анимационна програма“. През 1996 г. епизодът „Куршум за Бълок“ (A Bullet For Bullock) печели Еми в категорията „Най-добра музикална режисура и композиция“.
За „изгубен епизод“ от сериала понякога се считат анимационни откъси от видеоиграта „Приключенията на Батман и Робин“ за Sega CD, с общо времетраене 16 минути, които са разпръснати по различните нива. Звукът, цветът и сюжетът им се различават от тези на автентичните серии.

## Излъчване
„Батман: Анимационният сериал“ дебютира по Fox Network и се излъчва по него в първите си сезони през делничните следобеди. През декември, само три месеца след започването си, Fox започва да излъчва епизодите на сериала в прайм тайма на съботните вечери, бележейки един от малкото пъти, при които шоу, създадено за съботните сутрини, попада в разписанието на излъчването в прайм тайма. Рейтингите обаче са ниски и сериалът е преместен през март 1993 г.
След продуцирането на 65-и епизод, популярността на шоуто окуражава Warner Bros. да продуцират още епизоди с приключенията на Батман. Сериалът достига 85 епизода.
Краят му през 1995 г. може да е свързан със засилената след 1994 г. цензура, наложена от Fox Kids и в други предавания – например „Спайдър-Мен: Анимационният сериал“ (Spider-Man: The Animated Series).
Много от създателите започват дизайна и продукцията на „Супермен: Анимационният сериал“ (Superman: The Animated Series) за Kids' WB, преди да направят нови допълнителни 24 епизода на Батман, по-добре познати под заглавието „Новите приключения на Батман“. Излъчването на двата сериала в екшън часа „Новите приключения на Батман и Супермен“ започва през 1997 г. след приключването на петгодишния ексклузивен договор с Фокс Кидс. Финалните епизоди на „Новите приключения на Батман“ са пуснати през 1999 г., като за последно са излъчени през 2000 г.
През 1999 г. нов вторичен сериал на име „Батман от бъдещето“ е пуснат в ефир и получава висока оценка. След това, през 2001 г. е пуснат и Лигата на справедливостта, изграден върху успеха на сериалите за Батман и Супермен, а в него участва самият Батман, като един от основателите на Лигата. Впоследствие, няколко пълнометражни филма и видео игри, обединяващи озвучаващия състав и членовете на екипа, са пуснати, повечето от които през 2003 г.

## Възприемане
„Батман: Анимационният сериал“ е високо оценен за своите изтънченост, артистична амбиция и достоверност към материалите, върху които базиран. В последния си брой за 1992 г., списание Entertainment Weekly поставя сериала в топ десет сериалите за годината.
Лес Даниълс описва шоуто като „най-доближаващото се артистично изявление, което може да опише външния вид на Батман от 90-те години на 20 век.“ Анимационният историк Чарлс Соломон дава смесена оценка на сериала, коментирайки, че „мрачните фонове, повлияни от Ар деко, имат за цел да засенчат не добре анимираните действия“ и че сериалът „изглежда по-добре на снимки, отколкото на екран.“
Били Рей критикува „Батман: Анимационният сериал“ и „Х-Мен“ за намаляването на тона на насилие, представен в оригиналните комиксови истории. Били Рей припомня, че Батман не убива в сериала, а го прави в комиксите; в действителност Батман не убива в модерните комиксови интерпретации и убива само в оригиналното си въплъщение от 40-те години на 20 век.
През януари 2009 г. IGN.com провъзглася „Батман: Анимационният сериал“ за втория най-добър анимационен сериал на всички времена. Списание Wizard също го поставя на второ място измежду най-добрите сериали на всички времена]. И в двата случая на първо място е „Семейство Симпсън“, който също е на Fox. CraveOnline също поставя сериала на второ място в Топ 5 на Най-добрите супергеройски анимации зад „Супермен“ на Fleischer от 40-те години.

## Издания на видео и DVD
| Име на DVD                             | Дата на излизане в САЩ | Епизоди |
| -------------------------------------- | ---------------------- | ------- |
| „Батман: Анимационният сериал – Том 1“ | 6 юли 2004 г.          | 28      |
| „Батман: Анимационният сериал – Том 2“ | 25 януари 2005 г.      | 28      |
| „Батман: Анимационният сериал – Том 3“ | 24 май 2005 г.         | 29      |
| „Батман: Анимационният сериал – Том 4“ | 6 декември 2005 г.     | 24      |
| „Батман: Целият анимационен сериал“    | 4 ноември 2008 г.      | 109     |

През 90-те години, избрани епизоди са издадени на видео, озаглавени „Приключенията на Батман и Робин“ или „Приключенията на Батман и Робин: Анимационният сериал“. На 6 юли 2004 г., Warner Home Video пуска Том 1 на „Батман: Анимационният сериал“ на DVD, състоящ се от 28 епизода в 4 диска. Том 2 е издаден на 25 януари 2005 г. Том 3 с 29 епизода (неправилно написани на опаковката 28) е пуснат на 24 май 2005 г., за да попълни цялата колекция с епизоди. Том 4 (с „Новите приключения на Батман“) е издаден на 6 декември 2005 г. Сериите са пуснати като томове, а не като сезони, защото не са излъчени в реда си на продукция.
На 4 ноември 2008 г. всички 109 епизода са пуснати за Регион 1, озаглавени „Батман: Целият анимационен сериал“. Това издание включва всички допълнителни материали от четирите индивидуални тома плюс седемнайсети бонус диск с ново специално допълнение и книга за колекционери от 40 страници, съдържаща художествени работи.

### Blu-ray
По време на панела за 25-годишнината на сериала на New York Comic Con на 8 октомври 2017 г. е обявено, че целият сериал, включително и всичките 24 епизода на „Новите приключения на Батман“, ще бъде издаден на Blu-ray през 2018 г., заради финансовия успех на „Батман: Маската на Фантома“, издаден на Blu-ray през 2017 г.

### Стрийминг
През септември 2018 г. сериалът става достъпен на стрийминг платформата DC Universe с HD качество. На 1 януари 2021 г. се премества в HBO Max.

## Саундтрак
La La Land Records обявяват излизането на саундтрака към сериала от два диска на 16 декември 2008 г. Това е лимитирано издание от 3000 копия. Музиката е дело на Шърли Уокър, Лолита Ритманис, Майкъл Маккуисчън и Дани Елфман.

## В други медии
Телевизионният сериал е придружен от свързван с него комикс – „Приключенията на Батман“ (The Batman Adventures), който следва същия рисунък и времева линия на развитие на сериала, за разлика от другите комикси за Батман. Комиксът претърпява няколко промени във форма̀та, за да отрази променящия се свят в анимационния сериал и продълженията му. Тази поредица надживява самия сериал с почти десетилетие, като е прекратена през 2004 г., за да направи път на комикс, базиран на новия сериал „Батман“ (The Batman), който не е свързан с досегашните истории за героя.

## Влияние
„Батман: Анимационният сериал“ съчетава качествено нова анимация и впечатляващи сценарии. С високите стандарти които поставя, сериалът оказва дълбоко влияние върху анимационния жанр за супергерои. Така например „Х-Мен“, който дебютира малко след „Батман“, представя анимация, която е типична за тогавашните стандарти. След като „Батман“ става голям телевизионен хит, бива продуциран друг сериал – „Х-Мен: Еволюция“, който подражава на опростения графичен стил от сериала на Уорнър Брос. Впоследствие, успехът на „Батман“ окуражава ръководството на The Walt Disney Company да пристъпи към свой собствен сериал – „Горгони“ (Gargoyles), който като конкурентен продукт се стреми към същото съвършенство и на свой ред се превръща в култов фаворит.
„Батман: Анимационният сериал“ става един от първите „истински“ американски сериали за времето си. Преди него, повечето анимации са по-необмислени и лековати, дори и да са ориентирани към екшъна. „Батман“ донася непозната дотогава мрачност и сериозност и е ориентиран към анимационната драма. Сценариите са на по-зрели теми, вече няма лековати шегички, въпреки че диалозите не са лишени от духовитост и отделните персонажи се отличават със специфично чувство за хумор. Саундтракът е близък до филмов, което до голяма степен се дължи на търсено сходство в звученето с музиката на Дани Елфман от двата филма на Тим Бъртън. Анимацията е с особено високо качество, големият брой кадри за сцена осигурява плавност, отличаваща се от мнозинството анимационни сериали по това време.
Освен това „Батман: Анимационният сериал“ се отразява и върху комиксите. Персонажи като Рене Мантоя и Харли Куин са създадени специално за сериала, но стават толкова известни, че са включени в ДиСи Комикс. Мистър Фрийз е взет от комиксите, но в „Батман“ произходът му е изменен и героят се превръща трагична фигура. В резултат от това популярността на Мистър Фрийз нараства дотолкова, че ДиСи го връща от света на мъртвите и пренаписва произхода му, за да съвпадне с този от сериала. Този нов вариант на героя е използван във филма „Батман и Робин“.
Драматичният стил на писане и стилизираният рисунък на „Батман: Анимационният сериал“ го издигат на по-високо ниво от обичайните сериали, базирани на комикси. Може да се приеме като екшън-приключенския еквивалент на по-зрели анимационни шоута, като „Семейство Симпсън“. Поради тази причина, популярността на сериала (заедно с тази на неговите продължения) се налага и сред по-възрастните почитатели и фенове на комикси.
Също така трябва да се отбележи, че някои от японските аниматори от студио Sunrise са работили върху сериала. Тяхната работа по-късно оказва влияние върху техните сериали „Каубой Бибоп“ и „Голямото О“.
Мрачната атмосфера, темите, както и част от озвучаващият състав са включени в играта „Batman: Arkham Asylum“ и нейните продължения.

## Актьорски състав

### Главен състав
- Кевин Конрой – Батман/Брус Уейн – Главният герой в сериала, който, след като става свидетел на бруталното убийство на родителите си, решава да се отдаде на борбата с престъпността под тайната си самоличност на Батман.[40]
- Лорън Лестър – Робин/Ричард „Дик“ Грейсън – Подобно на Брус Уейн, малкият Дик също загубва родителите си и е настанен под попечителството му. Той бива обучаван от него и му става помощник.[40]
- Ефрем Зимбалист младши – Алфред Пениуърт – Икономът на семейство Уейн, който след тяхната смърт поема грижите за малкия Брус и е един от малкото, които знаят тайната му самоличност. Бивш таен агент на британските тайни служби, той също помага много на Батман.[40]
- Клайв Ревил – Алфред Пениуърт (в първите три епизода)[40]

### Поддържащ състав
- Боб Хейстингс – комисар Джеймс „Джим“ Гордън[40]
- Робърт Костанцо – Детектив Харви Бълок[40]
- Ингрид Олиу – Полицай Рене Мантоя (1992 – 1993)[40]
- Лиан Шърмър – Полицай Рене Мантоя (1993 – 1995)[40]
- Брок Питърс – Луциус Фокс[40]
- Мелиса Гилбърт – Батгърл/Барбара Гордън[40]
- Мари Девън – Съмър Глийсън[40]
- Лойд Бокнър – Кмет Хамилтън Хил[40]
- Мерилу Хенър – Вероника Врийланд[40]
- Адам Уест – Сивия призрак/Саймън Трент[40]
- Даяна Мълдор – Доктор Лесли Томпкинс[40]
- Джули Браун – Затана Затара[40]
- Винсънт Скиавели – Джон Затара[40]

### Злодеи
- Марк Хамил – Жокера/Джак Нейпиър[40]
- Арлийн Соркин – Харли Куин/Харлийн Куинзел[40]
- Ричард Мол – Двуликия/Харви Дент[40]
- Пол Уилямс – Пингвина/Озуолд Честърфийлд Кобълпот[40]
- Джон Глоувър – Гатанката/Едуард Нигма[40]
- Роди Макдауъл – Лудия шапкар/Джървис Теч[40]
- Хенри Полик II – Плашилото/професор Джонатън Крейн[40]
- Арън Кинкейд – Крок/Уейлън Джоунс[40]
- Хенри Силва – Бейн[40]
- Марк Сингър – Човекът-прилеп/доктор Кърк Ленгстром[40]
- Даян Пършинг – Отровната Айви/Памела Лилиан Айсли[40]
- Ейдриан Барбо – Жената-котка/Селина Кайл[40]
- Майкъл Ансара – Мистър Фрийз/Виктор Фрийс[40]
- Джордж Дзундза – Вентрилоквиста/Арнолд Уескър и Белязания[40]
- Рон Пърлман – Глинено лице/Матю „Мат“ Хаген[40]
- Джон Върнън – Рупърт Торн[40]
- Дейвид Уорнър – Рейш Ал Гул[40]
- Хелън Слейтър – Талия Ал Гул[40]
- Едуард Аснър – Роланд Дагет[40]
- Робърт Ито – Нинджата/Кьодай Кен[40]
- Алисън Ла Плака – Кукличката/Мери Луис Дол[40]
- Кейт Мългрю – Червения нокът[40]
- Алън Рейчинс – Часовникаря/Темпъл Фюгет[40]
- Стийв Съскайнд – Максимилиан „Макси“ Зевс[40]
- Майкъл Грос – Невидимия човек/Лойд Вентрис[40]
- Рей Бъктенийка – доктор Хюго Стрейндж[40]
- Мат Фрюър – Сидни „Сид Сепията“ Дебри[40]
- Томас Ф. Уилсън – Тони Зуко[40]

## „Батман: Анимационният сериал“ в България
В България сериалът, преведен просто „Батман“, започва излъчване през първата половина на 1993 г. по Ефир 2. Повторенията са излъчвани по Канал 1. Епизоди са излъчвани и по желание на зрителите като част от предаването „Милион и едно желание“. Ролите се озвучават от артистите Ани Петрова, Иван Джамбазов, Иван Райков и Стефан Стефанов. В някои епизоди Ани Петрова и Стефан Стефанов са заместени съответно от Венета Зюмбюлева и Кристиян Фоков.
За пръв път след години, на 15 април 2009 г. сериалът започва повторно излъчване по Диема Фемили, всеки делничен ден от 07:30, а от 21 април от 07:25, преведен „Батман – Пазителят на Готам“. От 5 май се излъчва от 07:50. Последният епизод е излъчен на 11 август. На 21 май 2010 г. започва повторно излъчване, всеки делничен ден от 06:45, а по-късно от 06:40 и завършва на 16 септември. На 1 март 2011 г. започва повторно излъчване от 66 епизод, всеки делничен ден от 06:45 приключва на 25 март. Дублажът е на студио Александра Аудио. Ролите се озвучават от артистите Милица Гладнишка, Георги Тодоров, Георги Стоянов и Христо Бонин. Елена Пеева взима допълнително участие в 13, 16, 26, 27, 29, 36, 49, 57, 61, 68, 76, 81 и 85 епизод, а Георги Тодоров е заместен от Стоян Алексиев в 9, 10 и 17 епизод, и от Николай Пърлев в 13, 16, 26, 27, 28 и 30 епизод.
През 2023 г. сериалът става достъпен в HBO Max и е със субтитри на български, като преводът е на Калин Стоянов и обработката е на Доли Медия Студио.

### Издания на видео и DVD в България
Издадена е касета с българско озвучаване – „Батман: Легендата започва“ (Batman: The Legend Begins), включваща първите пет епизода. Ролите се озвучават от артистите Петя Абаджиева, Александър Воронов, Христо Бонин и Веселин Калановски.
През 2006 г. Съни Филмс издават на DVD два от трите тома с епизодите на сериала, които са със субтитри на български.